# بولس موسوروس باشا
بولس موسوروس باشا هو سياسي عثماني شغل منصب والي في الدولة العثمانية.

## مناصبه
تولى المناصب التالية:
- أمير ساموس (1866–1873)